# Lalo Ríos
Lalo Ríos, född 7 februari 1927 i San Miguelito, Sonora (Mexiko), död 7 mars 1973 i Los Angeles, var en mexikansk-amerikansk skådespelare.
Bland Ríos mer kända roller var som boxare i The Ring (1952) samt i Orson Welles En djävulsk fälla (1958).